# Planh
Planh. 10 poèmes de Anne-Marie Cazalis, avec un portrait de l'auteur par Valentine Hugo é o título de uma obra poética em francês da autoria de Anne-Marie Cazalis.
A obra foi publicada em Paris em fevereiro de 1944 por Odette Lieutier. A editora tirou do prelo apenas 250 exemplares da obra em edição artesanal feita a mão.
Anne-Marie Cazalis ganhou o prémio de poesia Paul Valéry em 1943 com os poemas que depois incluiria em Planh.[carece de fontes?]
O título da obra, Planh (pranto, em língua occitana), faz referência a um subgénero dentro da tradição trovadoresca medieval occitana no qual o poeta exprime o seu pesar pelo falecimento de uma pessoa notável.[carece de fontes?]
A obra foi reeditada em 2012 em versão quadrilíngue: francês, galego-português, espanhol e inglês.